# 富山県道179号三室荒屋富山線
富山県道179号三室新屋富山線（とやまけんどう179ごう みむろあらやとやません）は富山県富山市内を通る一般県道である。

## 概要

### 路線データ
- 起点：富山県富山市三室新屋字清水田割（富山県道43号富山上滝立山線交点）
- 終点：富山県富山市中野新町2丁目（富山県道43号富山上滝立山線交点）
- 実延長：10,735m

## 沿革
- 1960年（昭和35年）4月23日 - 認定

## 地理

### 通過する自治体
- 富山県富山市

### 接続する道路
- 富山県道43号富山上滝立山線（起点：三室新屋（北）交差点）
- 富山県道175号新庄大山線（善名交差点）
- 富山県道56号富山環状線（本郷町（四）交差点）
- 富山県道65号富山大沢野線（本郷町（三）交差点）

この間北行き一方通行の区間あり（富山市大泉本町2丁目地内）
- 富山県道3号富山立山魚津線（富山市大泉本町2丁目）

この間南行き一方通行の区間あり（富山市大泉中町地内）
この間北行き一方通行の区間あり（富山市大泉中町地内）
- 富山県道43号富山上滝立山線（終点：富山市中野新町2丁目）

### 周辺
- 富山地方鉄道上滝線
  - 上滝駅
  - 大庄駅
  - 月岡駅
  - 南富山駅
  - 大泉駅
- 富山地方鉄道富山軌道線本線
  - 南富山駅前駅
  - 大町停留場
  - 堀川小泉停留場
  - 小泉町停留場
  - 西中野停留場
  - 広貫堂前停留場
  - 上本町停留場
- 国立富山高等専門学校（本郷キャンパス）
- 富山市医師会看護専門学校
- 富山県立富山南高等学校
- 富山県立富山いずみ高等学校
- 富山市立上滝中学校
- 富山市立堀川中学校
- 富山市立大泉中学校
- 富山市立大庄小学校
- 富山市立太田小学校
- 富山市立堀川南小学校
- 富山市立堀川小学校
- 富山信用金庫 大泉支店
- 富山山室郵便局
- 富山大泉郵便局
- 富山小泉郵便局
- 富山太田口郵便局
- 不二越 富山事業所
- 立山マシン 本社（立山科学グループ）
- コメリホームセンター 大山店
- DCM 富山本郷店
- 新鮮市場ミール
- 大阪屋ショップ 本郷南店
- バロー 本郷店
- スーパーサンコー フードコウト堀川本ごう店
- クスリのアオキ
  - 堀川店
  - 本郷店
- シメノドラッグ 本郷店
- ドラッグフジイ 富山大泉店
- グリーンモール山室
  - アルビス グリーンモール店
  - V・drug 山室店

## 別名
- 立山街道（富山市）